# Rogas desertus
Rogas desertus är en stekelart som först beskrevs av Telenga 1941.  Rogas desertus ingår i släktet Rogas och familjen bracksteklar. Inga underarter finns listade i Catalogue of Life.